# Trypanosoma cataractae
Trypanosoma cataractae – kinetoplastyd z rodziny świdrowców należący do królestwa protista. Pasożytuje w osoczu  Tilapia zillii z rodziny pielęgnicowatych.
T. cataracte cechuje się niewielkimi rozmiarami - 17 – 20 μm długości oraz 6,5 – 8 μm szerokości.
Występuje na terenie Afryki.